# Gisela von Collande
Gisela von Collande, eigentlich Gisela Huberta Valentine Maria von Mitschke-Collande (* 5. Februar 1915 in Dresden-Laubegast; † 23. Oktober 1960 bei Nöttingen, Baden) war eine deutsche Schauspielerin und Hörspielsprecherin.

## Leben
Sie entstammte einer schlesischen Adelsfamilie und war die Tochter des Kunstmalers Constantin von Mitschke-Collande (1884–1956) und dessen erster Ehefrau Hilde Wiecke (1892–1984), deren Vater Paul Wiecke Schauspieler und Theaterdirektor in Dresden war.
Ihre künstlerische Ausbildung erhielt sie an der Schauspielschule des Deutschen Theaters in Berlin. 1932 wurde sie an die Volksbühne Berlin verpflichtet. Danach gehörte sie zum Ensemble des Deutschen Theaters, wo sie in zahlreichen Klassikern Hauptrollen übernahm.
Sie spielte die Rolle der Trude in dem Militärspionagefilm Verräter, der am 9. September 1936 auf dem Parteitag der NSDAP Premiere hatte. Sie spielte auch Rollen in Ziel in den Wolken (1939) und Pour le Mérite (1938), Propagandafilmen für die Luftwaffe.

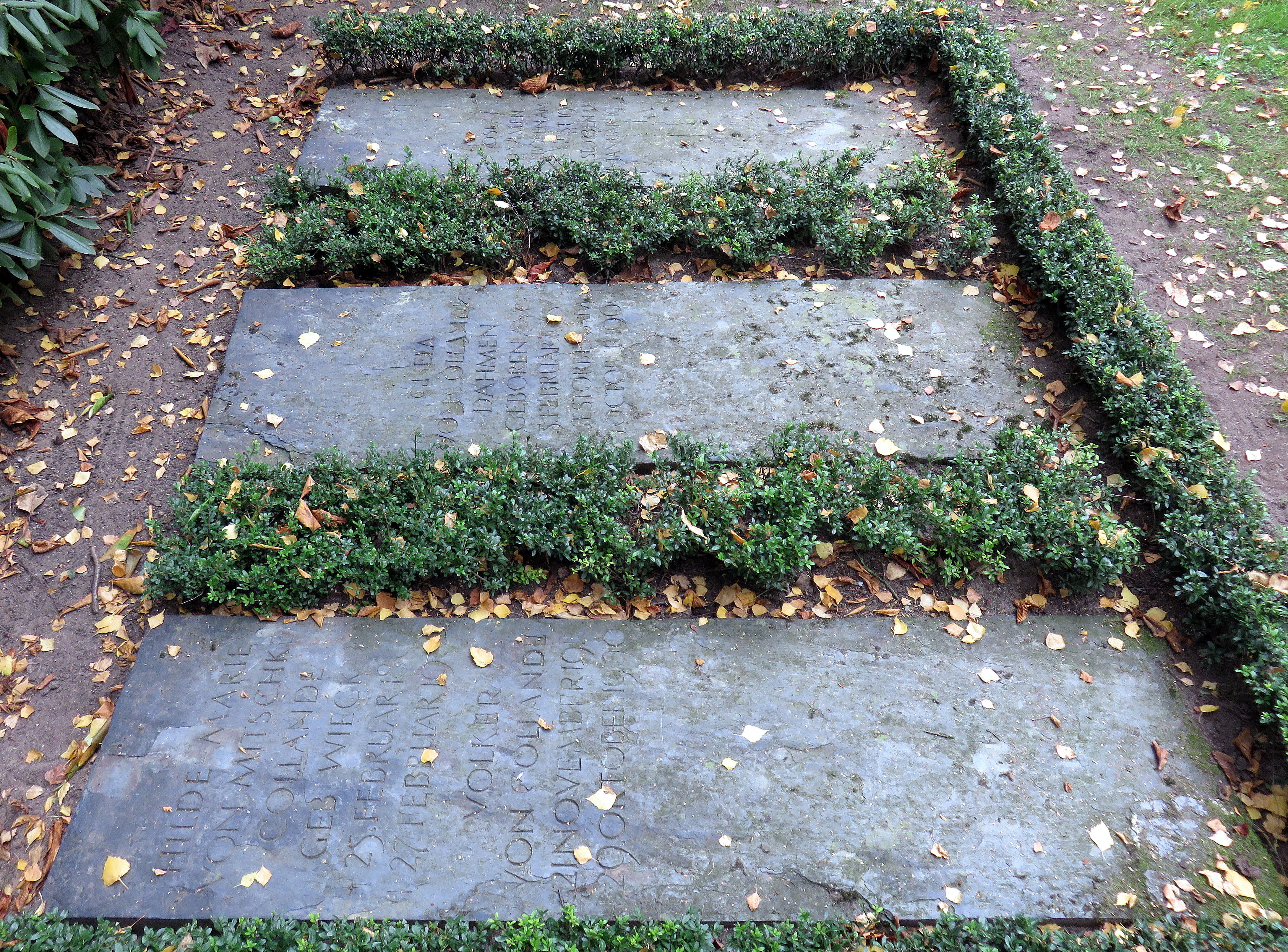
Grabensemble Collande/Dahmen mit Gisela von Collande (Mitte) auf dem Friedhof Ohlsdorf

Nach dem Zweiten Weltkrieg setzte sie ihre Bühnenlaufbahn fort und spielte am Thalia-Theater bei Willy Maertens in Hamburg sowie in Wuppertal, Berlin und Frankfurt am Main. Sie wurde auch in zahlreichen Kinofilmen eingesetzt, blieb dort jedoch meist auf die Mitwirkung in Nebenrollen beschränkt. Sie war darüber hinaus auch eine vielbeschäftigte Hörspielsprecherin, vorwiegend beim NWDR Hamburg und dessen Rechtsnachfolger, dem Norddeutschen Rundfunk. Sie hatte aber auch Gastauftritte bei den meisten bundesdeutschen Rundfunkanstalten. Hier war sie wiederum hauptsächlich in Hauptrollen zu hören.
Collande heiratete am 17. Januar 1935 in Berlin den Schauspieler Josef Dahmen (* 21. August 1903 in Ohligs bei Solingen; † 21. Januar 1985 in Hamburg); aus der Verbindung stammen die Schauspielerin Andrea Dahmen sowie eine weitere Tochter und ein Sohn. Ihre Enkelin Julia (* 1978) sowie ihr Bruder Volker (1913–1990) und dessen Tochter Nora (* 1958) waren bzw. sind ebenfalls Schauspieler.
Gisela von Collande starb bei einem Verkehrsunfall auf der Autobahn Stuttgart–Karlsruhe (heute A8). Sie verlor zwischen Pforzheim und Karlsruhe die Kontrolle über ihr Fahrzeug und stürzte fünf Meter tief auf die Gegenfahrbahn. Es heißt, die Schauspielerin sei sofort tot gewesen. Ihr Grab befindet sich auf dem Friedhof Ohlsdorf neben den Gräbern ihres Mannes und ihres Bruders im Planquadrat AC 11 nahe Stiller Weg und Riedemann-Mausoleum.

## Filmografie
- 1936: Verräter
- 1936: Maria, die Magd
- 1937: Heidenovelle (Kurzfilm)
- 1937: Der zerbrochene Krug
- 1937: Hahn im Korb
- 1938: Jugend
- 1938: Skandal um den Hahn
- 1938: Ziel in den Wolken
- 1938: Pour le mérite
- 1939: Der Schritt vom Wege
- 1943: Das Bad auf der Tenne (Regie und Drehbuch: Volker von Collande)
- 1951: Sündige Grenze
- 1952: Rosen blühen auf dem Heidegrab
- 1953: Staatsanwältin Corda
- 1954: Der Mann meines Lebens
- 1954: Zwischenlandung in Paris
- 1955: Urlaub auf Ehrenwort
- 1955: Alibi
- 1956: Das Mädchen Marion
- 1957: Der Stern von Afrika
- 1958: Die Brüder (Fernsehfilm)
- 1959: Die Ratten (Fernsehfilm)
- 1960: Himmel, Amor und Zwirn
- 1960: An heiligen Wassern

## Theater
- 1930: William Shakespeare: Was ihr wollt (Landmädchen) – Regie: Heinz Hilpert (Deutsches Theater Berlin)
- 1930: William Shakespeare, Wolfgang Amadeus Mozart: Wie es euch gefällt (Käthchen) – Regie: Heinz Hilpert (Deutsches Theater Berlin)
- 1932: Marcel Pagnol: Fanny (Ladenmädchen) – Regie: Heinz Hilpert (Theater Volksbühne am Bülowplatz Berlin)
- 1932: Walter Gilbricht: Oliver Cromwells Sendung (Elisabeth Cromwell) – Regie: Heinz Hilpert (Theater Volksbühne am Bülowplatz Berlin)
- 1934: Hermann Sudermann: Stein unter Steinen (Lore) – Regie: Heinz Hilpert (Volksbühne Theater am Horst Wessel Platz Berlin)
- 1934: Georg Büchner: Leonce und Lena (Rosetta) – Regie: Heinz Hilpert (Volksbühne Theater am Horst Wessel Platz Berlin)
- 1934: Heinrich von Kleist: Der zerbrochne Krug (Liese) – Regie: Heinz Hilpert (Volksbühne Theater am Horst Wessel Platz Berlin)
- 1937: Gerhart Hauptmann: Elga [und] Hanneles Himmelfahrt – Regie: Heinz Hilpert, Paul Verhoeven (Deutsches Theater Berlin – Kammerspiele)
- 1937: Jochen Huth: Die vier Gesellen – Regie: Erhard Siedel (Deutsches Theater Berlin)
- 1937: Hans Rehberg: Friedrich I. – Regie: Heinz Hilpert (Deutsches Theater Berlin – Kammerspiele)
- 1939: William Shakespeare: Was ihr wollt (Viola, Sebastians Schwester) – Regie: Heinz Hilpert (Deutsches Theater Berlin):
- 1939: Carl Hauptmann: Die lange Jule – Regie: Ernst Karchow (Deutsches Theater Berlin – Kammerspiele)
- 1939: William Shakespeare: König Lear – Regie: Heinz Hilpert (Deutsches Theater Berlin – Kammerspiele)
- 1940: Max Mell: Das Spiel von den deutschen Ahnen – Regie: Bruno Hübner (Deutsches Theater Berlin – Kammerspiele)
- 1946: Ferenc Molnár: Liliom – Regie: Otto Kurth (Theater am Besenbinderhof Hamburg)
- 1948: Marcel Pagnol: Cesar – Regie: Heinz Sailer (Thalia Theater Hamburg)
- 1949: Terence Rattigan: Der Fall Winslow – Regie: Hans Lietzau (Thalia Theater Hamburg)
- 1949: Jean Sarment: Ihr 106. Geburtstag – Regie: Carl-Heinz Schroth (Thalia Theater Hamburg)
- 1949: Henrik Ibsen: Hedda Gabler – Regie: Hans Lietzau (Thalia Theater Hamburg)
- 1951: George Bernard Shaw: Die heilige Johanna (Johanna) – Regie: Willi Schmidt (Schlosspark Theater Berlin)
- 1956: Friedrich Schiller: Maria Stuart (Maria Stuart) – Regie: Paul Hoffmann (Würtenbergisches Staatstheater Stuttgart)
- 1956: August Strindberg: Nach Damaskus – Regie: Hans Lietzau (Schlosspark Theater Berlin)
- 1958: Robert Bolt: Blühende Träume – Regie: Willy Maertens (Thalia Theater Hamburg)
- 1959: Friedrich Schiller: Maria Stuart – Regie: Heinrich Koch (Städtische Bühnen Frankfurt am Main)
- 1960: Gerhart Hauptmann: Die Ratten – Regie: Willi Schmidt (Ruhrfestspiele Recklinghausen)

## Hörspiele (Auswahl)
- 1946: Gotthold Ephraim Lessing: Emilia Galotti (Emilia) – Regie: Ludwig Cremer
- 1947: Max Frisch: Nun singen sie wieder. Versuch eines Requiems (Maria) – Regie: Otto Kurth
- 1947: Hermann Bahr: Das Konzert (Maria Heink, seine Frau) – Regie: Ulrich Erfurth
- 1948: Erwin Wickert: Die Geistersonate – Regie: Hans Quest
- 1949: Dieter Rohkohl: Das Leben geht weiter (Irene) – Regie: Fritz Schröder-Jahn
- 1949: Honoré de Balzac: Die Herzogin von Langeais (Antoinette) – Regie: Wilhelm Semmelroth
- 1950: Hermann Sudermann: Die Reise nach Tilsit (Indre) – Regie: Fritz Schröder-Jahn
- 1950: Martin Beheim-Schwarzbach: Die Todestrommel (Asta, seine Braut) – Regie: Hans Lietzau
- 1950: Hans Christian Branner: Das Hörspiel des Auslands: Hundert Kronen (Illusion) übersetzt aus dem Dänischen (Dame) – Bearbeitung und Regie: Kurt Reiss
- 1951: Alfred Prugel: Gewitternacht (Cornelia) – Regie: Gustav Burmester
- 1951: Alfred Neumann: Der Teufel. Hörspielfassung in drei Teilen (Anne Necker)  Bearbeitung und Regie: Heinrich Koch
- 1951: Harry Junkin: Fernamt bitte! (Bertha Jacks) – Regie: Detlof Krüger
- 1952: Günter Eich: Die Andere und ich (Ellen) – Regie: Gustav Burmester
- 1952: Christian Bock: Hinter sieben Fenstern brennt noch Licht (Frau Liska) – Regie: Fritz Schröder-Jahn
- 1952: Ernst Buchholz: Das Gericht zieht sich zur Beratung zurück (Folge: Mord oder Selbstmord) (Anneliese) – Regie: Gerd Fricke
- 1952: Jens Peter Jacobsen: Der Schuß im Nebel (Agathe, Cousine von Gunnar Markussen) – Regie: Fritz Schröder-Jahn
- 1953: Hermann Rossmann: Mann im Mond (Gaby) – Regie: Detlof Krüger
- 1953: Molière: Der Menschenfeind (Celimène) – Regie: Wilhelm Semmelroth
- 1953: Günter Eich: Die Mädchen aus Viterbo (Angelica Bottari) – Regie: Fritz Schröder-Jahn
- 1953: William Saroyan: Menschliche Komödie (8 Teile)  (Mutter Macauley) – Regie: Hans Rosenhauer
- 1953: Margarethe Herold: Das Gericht zieht sich zur Beratung zurück (Folge: Die erschlichene Wohnung) (Frau Kruse) – Regie: Gerd Fricke
- 1953: Hans Werner Richter: Sie fielen aus Gottes Hand (Anna Gajek) – Bearbeitung und Regie: Gert Westphal
- 1953: Truman Capote, Friedrich Forster: Die Grasharfe (Dolly) – Regie: Fritz Schröder-Jahn
- 1954: Günter Eich: Sabeth (Frau Fortner) – Regie: Gustav Burmester
- 1954: Georges Simenon: Die Ehe der Bébé Donge (Jeanne) – Regie: Ludwig Cremer
- 1954: Günter Eich: Sabeth oder die Gäste im schwarzen Rock (Bäuerin) – Regie: Fritz Schröder-Jahn
- 1954: Dylan Thomas: Unter dem Milchwald (Polly Carter) – Regie: Fritz Schröder-Jahn
- 1954: Georg Kaiser: Mississippi (Doris Thompson) – Regie: Ludwig Cremer
- 1954: Jean Prieur: Es waren Hirten auf dem Felde (1. Frau) – Regie: Gert Westphal
- 1955: Gerhart Hauptmann: Die drei Iphigenien: Iphigenie in Delphi (Elektra) – Regie: Gustav Burmester
- 1955: Peter Lotar: Friedrich Schillers Leben und Werk (5. Abend: Es liebt die Welt, das Strahlende zu schwärzen). Nach historischen Quellen (Maria Stuart) – Regie: Wilhelm Semmelroth
- 1955: Tormod Skagestad: Mond über dem Fjord (Marie) – Regie: Oswald Döpke
- 1955: Willy Kleemann: Das Gericht zieht sich zur Beratung zurück (Folge: Ein Arzt zwischen Gesetz und Gewissen) (Gerda Wackers) – Regie: Gerd Fricke
- 1955: Leopold Ahlsen: Philemon und Baucis (Alka) – Regie: Fritz Schröder-Jahn
- 1955: Friedrich Schiller: Maria Stuart (Titelrolle) – Regie: Gustav Burmester
- 1955: Simon Glas: Der letzte Tag (Hilda) – Regie: Hans Rosenhauer
- 1955: Gustav Albert Mulach: Alle Uhren gehen falsch. Eine Erzählung für den Funk (Marthe Fontenelle) – Regie: Ernst Drolinvaux
- 1955: Hans Fallada: Der Trinker (Magda) – Regie: Ludwig Cremer
- vor 1956: Kurt Reiss: Hörspiele der Zeit (1): Das Ei der Columba (Engel) – Regie: Kurt Reiss
- 1956: Michelle Lorraine: Schloß im Meer (Die Erzählerin) – Regie: Kurt Reiss
- 1956: Arnold Krieger: Neun Zeilen Nonpareille (Alwine) – Regie: Hanns Korngiebel
- 1956: Euripides: Ion (Kreusa) – Regie: Ulrich Lauterbach
- 1956: George Bernard Shaw: Androklus und der Löwe (Lavinia) – Regie: Hanns Korngiebel
- 1956: Gau Dsö Tschöng: Das Lied der Laute (Wu-niang) – Bearbeitung und Regie: Wilhelm Michael Treichlinger
- 1956: Hans Weigel: Das wissen die Götter (Penelope) – Regie: Hanns Korngiebel
- 1956: Hans Esderts: Zeitzünder (Ruth Schimansky, seine Frau) – Regie: Oswald Döpke
- 1957: Günter Eich: Geh’ nicht nach El Kuwehd oder Der Zweifache Tod des Kaufmanns Mohallab (Schirin) – Regie: Gustav Burmester
- 1957: Thornton Wilder: Die Iden des März (Cytheris) – Regie: Gert Westphal
- 1957: Friedrich Gottlieb Klopstock: Der Tod Adams (Selima) – Regie: Ludwig Cremer
- 1957: Walter Jens: Der Telefonist (Berlin Sommer 1944) (Frau Hentig) – Regie: Hans Rosenhauer
- 1957: Wladimir Dudinzew: Der Mensch lebt nicht vom Brot allein (3 Teile) (Nadja) – Regie: Hanns Korngiebel
- 1957: William Faulkner: Old Man River (Angel) – Regie: Gustav Burmester
- 1957: Tennessee Williams: Sprich zu mir wie der Regen (Frau) – Regie: Oswald Döpke
- 1957: Heinrich Böll: Eine Stunde Aufenthalt – Regie: Ludwig Cremer
- 1958: William Makepeace Thackeray: Jahrmarkt des Lebens (2. und 4. Folge) (Miss Briggs) – Regie: Gert Westphal
- 1958: Edzard Schaper: Um die neunte Stunde (Rahel) – Regie: Rudolf Noelte
- 1958: Charles de Coster: Das flämische Freiheitslied. Die Geschichte Till Eulenspiegels und Lamme Goedzaks (1. und 2. Teil) (Soetkin, Tills Mutter) – Regie: Ludwig Cremer
- 1959: Henrik Ibsen: Stützen der Gesellschaft (Lona Hessel) – Regie: Walter Ohm
- 1959: Federico García Lorca: Dona Rosita oder Die Sprache der Blumen. Granadiner Dichtung um das Jahr 1900, in verschiedenen Gärten eingeteilt und mit Gesang und Tanz (Tante) – Regie: Friedhelm Ortmann
- 1959: Jean Rhys: Guten Morgen, Mitternacht! (Sophie) – Regie: Hans Conrad Fischer
- 1959: Fred von Hoerschelmann: Aufgabe von Siena (Dorothea) – Regie: Kurt Reiss
- 1959: Lew Tolstoi: Und das Licht scheint in der Finsternis (Maria Iwanowitsch, genannt Mascha) – Regie: Fränze Roloff
- 1959: Harold Pinter: Der Streichholzverkäufer oder Ein leichter Schmerz (Flora) – Regie: Fritz Schröder-Jahn
- 1960: Gotthold Ephraim Lessing: Nathan der Weise (Sitta) – Bearbeitung und Regie: Wilhelm Semmelroth
- 1960: Joseph Roth: Die Legende vom heiligen Trinker (Frau) – Regie: Raoul Wolfgang Schnell
- 1960: Heinrich Böll: Klopfzeichen oder Signale einer anderen Welt – Regie: Roland H. Wiegenstein
- 1960: Wolfdietrich Schnurre: Ein Fall für Herrn Schmidt (Frau Schurek) – Regie: Fritz Schröder-Jahn
- 1960: John Mortimer: Der Privatdetektiv (Mrs. Morgan) – Regie: Raoul Wolfgang Schnell
- 1960: Rolf Becker: Ausnahmezustand (Ruth Fahrenholt) – Regie: Fritz Schröder-Jahn